# Physiotop

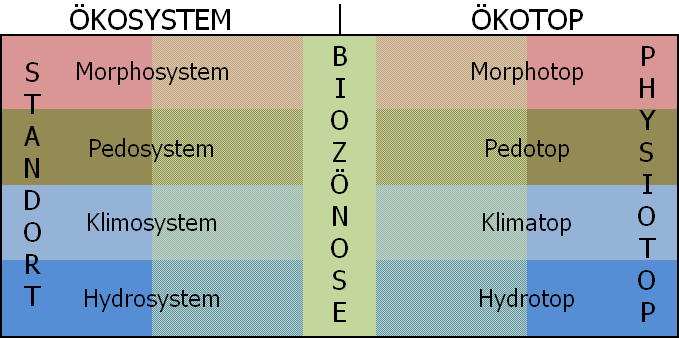
Die Stellung des Physiotops / Standorts innerhalb des Ökotops / Ökosystems.

Der Physiotop ist die abiotische Basis-Raumeinheit der Landschaftsökologie. Ein Physiotop bildet einen einheitlichen ökologischen Standort und besitzt demzufolge ein einheitliches Aussehen. Aufgrund menschlicher Einwirkungen (oder Wirkungen anderer externer Faktoren) kann ein Physiotop aber real mehrere unterschiedliche Vegetationsbestände beherbergen. Der Ausdruck wird gelegentlich, anstelle des verbreiteteren Begriffs Ökotop, verwendet, um die Abgrenzung eines Ökosystems (als räumlich verstandene Einheit) zu bezeichnen.
Der Ausdruck Physiotop wurde durch den Geografen Josef Schmithüsen zuerst 1948 eingeführt. Oft verwendet wird die Definition von Ernst Neef: Ihm zufolge ist der Physiotop „die Abbildung der landschaftsökologischen Grundeinheit mit Hilfe der auf Grund der bisherigen Entwicklung gleiche Ausbildung zeigenden, relativ stabilen und in naturgesetzlicher Wechselwirkung verbundenen abiotischen Elemente und Komponenten. Er weist daher bestimmte Formen des Stoffhaushaltes auf, die seine ökologische Bedeutung (ökologisches Potential) bestimmen. Als homogene Grundeinheit kann er als Typus wie als Arealeinheit dargestellt werden“
Der Landschaftsökologe Hartmut Leser bevorzugt für dasselbe den Ausdruck Geotop. Der Begriff Geotop wird aber in jüngerer Zeit meist vermieden, weil der synonyme Begriff Geotop in den Geowissenschaften, mit abweichender Bedeutung, inzwischen weiter verbreitet ist.
Als Ausdruck für den kleinsten landschaftsökologischen Raum sind national und international zahlreiche weitere Begriffe vorgeschlagen worden, die teilweise synonym, teilweise mit leicht abgewandelter Bedeutung verwendet und von bestimmten Autoren oder Schulen bevorzugt werden. Dieses Begriffswirrwarr ist von vielen Autoren beklagt worden, konnte aber bisher nicht zufriedenstellend aufgelöst werden. In gleicher Bedeutung sind etwa die Ausdrücke „Fliese“, „Ökotop“ bzw. „ecotope“, „Geoökotop“ und zahlreiche andere, heute nicht mehr gebräuchliche eingeführt worden. Im englischen Sprachraum wird dafür aktuell oft der Ausdruck „patch“ verwendet.
Der Geograf Carl Troll lehnte den Begriff Physiotop ab, weil er seiner Ansicht nach die gravierenden Rückwirkungen der Vegetation auf den Standort nicht berücksichtige, die im Extremfall (Hochmoor) wichtiger sein können als der abiotische Standort selbst. Einige Autoren, wie etwa der österreichische Geograf Franz Dollinger lehnen sogar alle diese Begriffe ab, die sie als theoretische Konstrukte auffassen, die in der realen Kartierpraxis nicht anwendbar seien.